# فرشاتس
فرساك (Вршац) هي مدينة في جوزنو-بانات في مقاطعة فويفودينا في صربيا.

## توأمة
لفرشاتس اتفاقيات توأمة مع كل من:
- لوغوج (3 ديسمبر 2005 - )[5]
- بانسكا بيستريتسا (2004 - )[6]
- نوفو ميتسو
- كريفا بالانكا [7]

## أعلام
- جينو فينزي
- داركو سافيتش
- تمارا رادوتشاي
- أرش بروينلش
- جوفان نوفاك
- ميلان يوفانوفيتش